# Басведан, Анис
Анис Рашид Басведан (индон. Anies Rasyid Baswedan) — индонезийский учёный, педагог и государственный деятель. Министр культуры, начального и среднего образования Индонезии (2014—2016). Президент Университета Парамадина (2007—2015). Организатор и текущий руководитель программы «Индонезия обучает» (индон. Indonesia Mengajar).

## Ранние годы жизни и образование
Анис Басведан родился 7 мая 1969 года в западнояванском городе Кунинган. Окончил Университет Северного Иллинойса, получив там докторскую степень в области политологии; кроме того, имеет степени магистра государственной политики в области международной безопасности и экономической политики Школы государственной политики Мэрилендского университета в Колледж-Парке, а также степень в области управления бизнесом Университета Гаджа Мада в Джокьякарте. Во время учёбы стал обладателем стипендии программы Фулбрайта (2004), стипендии Джерарда Марьянова от Университета Северного Иллинойса, стипендии культурного фонда Индонезии в Нью-Йорке, стипендии Japan Airlines и стипендии Уильяма П. Коула III от Мэрилендского университета. Также он вошёл в число 50 лучших выпускников Университета Северного Иллинойса.

## Карьера
Анис Басведан стал известен в Индонезии в первую очередь как учёный и педагог. В 2007 году он был избран президентом Университета Парамадина. В 2009 году он основал образовательную программу «Индонезия обучает» (индон. Indonesia Mengajar).
Одновременно с научной и образовательной карьерой, Анис Басведан активно занимается и политикой. В июне 2009 года, в преддверии президентских выборов, он был модератором первых в истории Индонезии телевизионных дебатов между кандидатами в президенты. В 2011 году президент Сусило Бамбанг Юдойоно назначил Басведана членом команды по отбору кандидатов в руководство Национальной избирательной комиссии. Также определённую известность ему принесло дело об аресте индонезийской полицией двух комиссаров Комиссии по борьбе с коррупцией, вызвавшее большой резонанс в обществе, в частности в социальных сетях; в ходе ряда пресс-конференций ему удалось снизить напряжённость и погасить общественное недовольство действиями полиции. Басведан позиционирует себя в качестве независимого политика, не связанного с какими-либо партиями или группами; в 2010 году он стоял у истоков общественного движения «Nasional Demokrat», однако отказался вступить в его ряды.
27 октября 2014 года президент Джоко Видодо назначил Басведана министром культуры, начального и среднего образования в своём кабинете. Оставался на посту министра до 2016 года.
В 2017 году принял участие в выборах губернатора Джакарты. В первом туре занял второе место, опередив Агуса Харимурти Юдойоно (сына Сусило Бамбанга Юдойоно), но уступив действующему губернатору Басуки Чахая Пурнама. Во втором туре одержал победу над Басуки Чахая Пурнама.

## Публикации
Анис Басведан является автором ряда научных публикаций. Наиболее значимые из них:
- Политический ислам в Индонезии: Траектория настоящего и будущего (англ. Political Islam in Indonesia: Present and Future Trajectory) — журнал Asian Survey[англ.];
- Политическая жизнь Индонезии в 2007 году: Политика президента, местные выборы и будущее демократии (англ. Indonesian Politics in 2007: The Presidency, Local Elections and The Future of Democracy) — издательство BIES, Австралийский национальный университет.

## Награды
Анис Басведан награждён рядом престижных научных и образовательных премий и наград, среди них — награда имени Ясухиро Накасонэ (2010) и награда индонезийского отделения Межкультурных программ ASF Бина Антар Будая (индон. Bina Antar Budaya). В 2008 году журнал Foreign Policy включил его в число 100 наиболее влиятельных в мире интеллектуалов. В 2009 году он вошёл в состав Форума новых глобальных лидеров. В апреле 2010 года японский журнал Foresight опубликовал специальный доклад, озаглавленный «20 человек за 20 лет» (англ. 20 Persons 20 Years), в котором были названы имена 20 влиятельных людей со всего мира, за которыми журнал предполагал наблюдать в течение следующих 20 лет; в этот список попало и имя Басведана. В июле 2010 года глава Королевского исламского центра стратегических исследований Иордании включил его в число 500 самых влиятельных мусульман мира.

## Семья

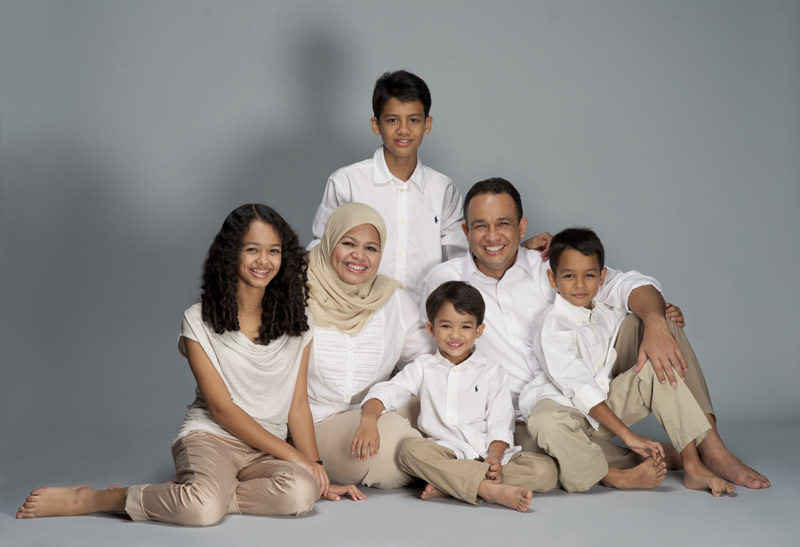
Семья

Анис Басведан женат на Фери Фатнати Ганис (индон. Fery Farhati Ganis), в их семье двое детей — Микаил Азизи (индон. Mikail Azizi) и Исмаил Хаким (индон. Ismail Hakim). Дед Аниса, Абдуррахман Басведан — активный участник борьбы за независимость Индонезии, министр информации Индонезии в 1940-х годах.